# 3-나이트로벤조산
3-나이트로벤조산(영어: 3-nitrobenzoic acid)은 화학식이 C6H4(NO2)CO2H인 유기 화합물이다. 3-나이트로벤조산은 방향족 화합물이며 표준 조건 하에서 회백색 고체이다. 2개의 치환기는 서로에 대해 메타 위치에 존재하기 때문에 m-나이트로벤조산(영어: m-nitrobenzoic acid) 또는 메타-나이트로벤조산(영어: meta-nitrobenzoic acid)이라고도 한다. 3-나이트로벤조산은 일부 염료를 제조하는 데 사용되는 3-아미노벤조산의 전구체이기 때문에 유용할 수 있다.

## 제조
3-나이트로벤조산은 저온에서 벤조산의 나이트로화에 의해 제조된다. 부산물로 2-나이트로벤조산과 4-나이트로벤조산이 각각 약 20%와 1.5%의 수율로 생성된다. 카복실기는 전자를 끌어들이기 때문에 나이트로화의 친전자성 방향족 치환 반응 동안 치환기는 이러한 위치선택성을 설명하는 메타 위치로 향하게 된다.
덜 효율적인 경로는 벤조산 메틸의 나이트로화에 이은 가수분해를 포함한다. 대안적으로 상응하는 아릴 카복실산에 대한 3-나이트로아세토페논의 산화적 C-C 결합 절단이 입증되었다. 추가 합성에는 3-나이트로벤즈알데하이드의 산화가 포함된다.

## 특성
pKa가 3.47인 3-나이트로벤조산은 벤조산보다 약 10 더 산성이다. 벤조산의 짝염기는 치환되지 않은 벤조산과 비교하여 증가된 산성도를 설명하는 전자를 끌어들이는 나이트로기의 존재에 의해 안정화된다. 3-나이트로벤조산은 일반적으로 산소 및 염소 처리된 용매에 용해된다.

## 반응성
카복실기 및 나이트로기의 존재는 친전자성 방향족 치환과 관련하여 고리를 비활성화시킨다.

## 안전성
3-나이트로벤조산은 640 mg/kg의 LD50 (쥐)로 독성이 보통일 가능성이 있다. 3-나이트로벤조산은 메트헤모글로빈, 과민성, 자극, 각막 손상을 포함한 노출 증상과 함께 피부 및 눈 자극을 유발할 수 있다.

## 같이 보기
- 나이트로벤조산
- 2-나이트로벤조산
- 4-나이트로벤조산